# Tveje Merløse Kirke
Tveje Merløse Kirke er beliggende i landsbyen Tveje Merløse, og i Tveje Merløse Sogn ca. 3 kilometer syd for Holbæk, men er en af Holbæks bykirker.

## Bygningen
Kirken er en af Sjællands ældste med tvillingetårne, som er fuldt bevarede, og sandsynligt ophav til stednavnet - idet "tveje" i Tveje Merløse er en forvanskning af "tvende" = tallet to, visende til kirkens to tårne.
Kirken blev rejst af Hvideslægten, som lod bygge en række kirker med tvillingtårne - deriblandt i Magleby på Møn og i Skåne, samt Fjenneslev Kirke.
Tveje Merløses tvillingtårne er til den øverste lille knap bygget af frådsten, hentet i Vintre Møller stenbrud ved Tølløse, og har, ligesom Fjenneslev Kirke,  haft den tidligere domkirke i Roskilde som forbillede  (biskop Svend Nordmands frådstenskatedral fra omkring 1080). Oprindeligt var Tveje Merløse indviet til Skt. Laurentius,  hvad der afspejles i kirkens kalkmalerier, som skildrede hans martyrium på en gloende rist; og dertil, at han først blev tortureret, bundet til en søjle, og på en tredje fremstilling pisket med svøber. Ligeledes blev Skt. Hippolytus' martyrium skildret; han både bankes med køller og slæbes til døde efter to heste.  Drengenavnet Lars (afledet af Laurentius) kom da også til at udgøre hele 9,45 % af sognets navnestof - næsten det dobbelte af forekomsten ellers. 
Kor, kirkeskib og tårnparti er opført af kampesten og frådsten. Opførelsen er formentlig sket engang i perioden 1125-1150. Ved kirkens tårnparti blev der opbygget et herskabsgalleri til brug for den lokale stormand. Oprindelig fremstod kirken med bjælkeloft, men i senmiddelalderen indbyggedes hvælvinger, der fik en meget righoldig udsmykning med kalkmalerier. Desuden blev vinduerne udvidede for at bringe mere lys i det mørke kirkerum. Kong Christian 3. ville ved sit klemmebrev af 9. maj 1555 have kirken nedrevet, og menigheden overført til Holbæk. Værdierne tænktes at skulle betale kapellanens udkomme. I stedet påtog menigheden sig at vedligeholde kirken og aflønne præsten, og derved blev kirken bevaret. I 1567 talte sognet seksten tiendeydere og var regnet som anneks til Holbæk. 
I slutningen af 1800-tallet var det på mode, at bygninger ved restaureringer skulle bringes tilbage til deres oprindelige ydre. Arkitekten H.B. Storck forestod restaureringen af Tveje Merløse Kirke. Han valgte at nedrive de 500 år gamle hvælvinger for at genskabe kirkerummets oprindelige udseende. Ligeledes blev et middelalderligt våbenhus fjernet. Resultatet er uden tvivl meget lig det oprindelige, men det kan ikke nægtes, at rummet blev noget sterilt og kedeligt, selv om der er flere restaurerede kalkmalerier.
Kirkens nuværende alter er udført af kunstneren Joakim Skovgaard i 1894 efter arkitektens forlæg.
Den tidligere altertavle fra 1650 – 1675, som blev udført af den lokale mester Lorentz Jørgensen, hænger på sydvæggen i kirkeskibet.
Prædikestolen er fra 1571, og den latinske tekst, der står på stolen, er fra Malakias' Bog, kapitel 2, vers 7 – og lyder i nyeste oversættelse: For præstens læber tager vare på kundskab, og af hans mund søger man belæring.

## Mindesmærker
Lige inden for kirkegårdslågen ligger to Royal Air Force-besætningsmedlemmer begravet. De styrtede ned med deres Mosquito Mk. IV på vej tilbage til England, efter at have deltaget i bombningen af Burmeister & Wains værksteder på Christianshavn den 27. januar 1943. Deres nabo er en fredet frihedskæmpergrav. På den sydlige kirkegårdsmur er opsat en mindeplade for Høegh Hagen, der omkom i oktober 1907 på Danmark-ekspeditionen sammen med sine to rejseledsagere Mylius-Erichsen og Jørgen Brønlund. Hagens forældre boede i nærheden af kirken.

## Eksterne kilder
- Wikimedia Commons har flere filer relateret til Tveje Merløse Kirke
- Kalkmalerier fra kirken gengivet som akvareller

- Tveje Merløse Kirke i bogværket Danmarks Kirker (udg. af Nationalmuseet)
- Tveje Merløse Kirke Arkiveret 15. september 2011 hos  Wayback Machine hos nordenskirker.dk
- Tveje Merløse Kirke hos KortTilKirken.dk